# Niccoló da Uzzano

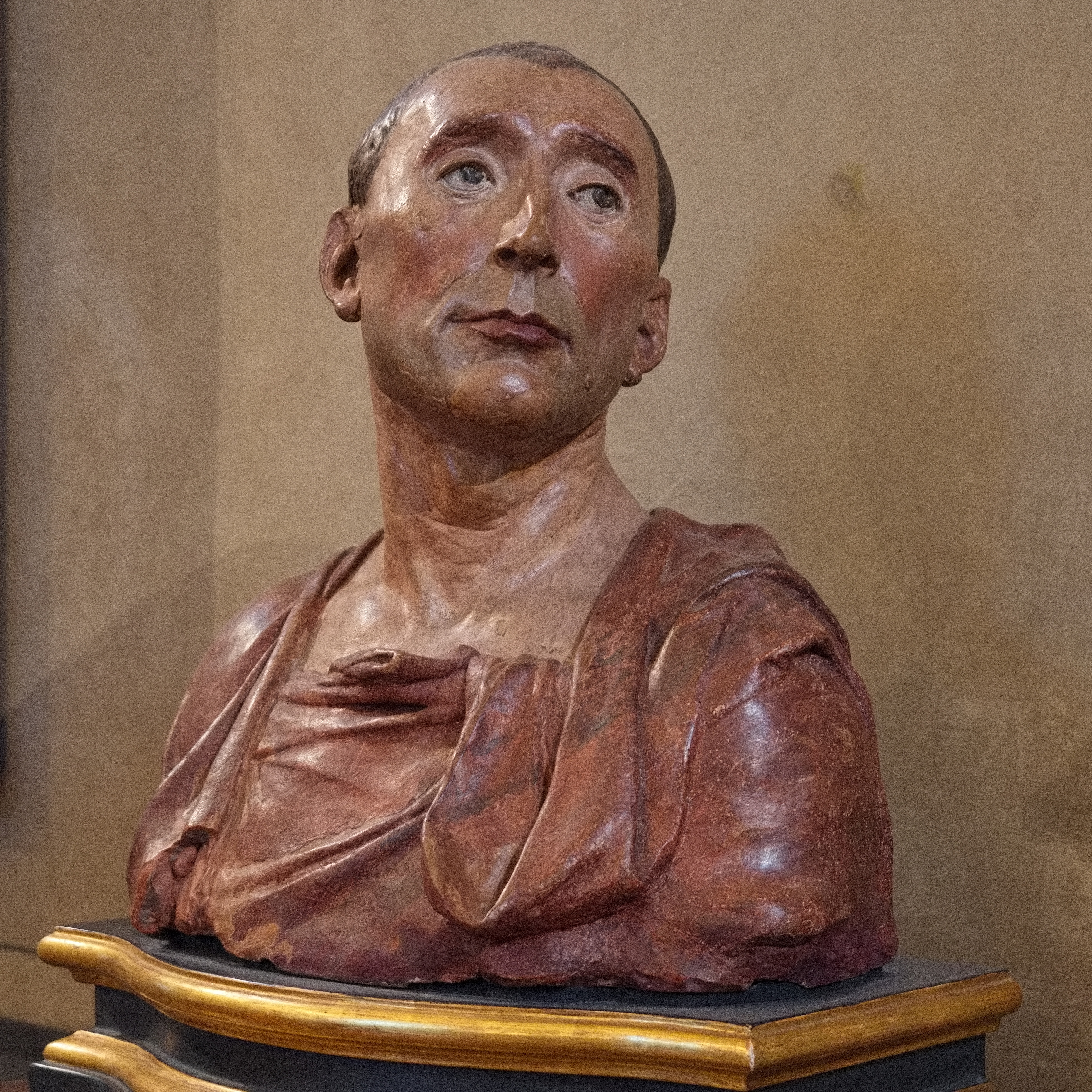
Desiderio da Settignano, Busto de Niccolò da Uzzano

Niccolò da Uzzano (1359 - 1431 en Florencia) fue un político italiano, el Gonfaloniere de Justicia en la República de Florencia.
El Palazzo Capponi alle Rovinate, en Florencia, fue construido en su nombre en la primera mitad del siglo XV (completado en 1426) por Lorenzo di Bicci, quién siempre llevó a cabo los deseos de Niccolò, incluyendo frescos y una pintura para la Iglesia de Santa Lucia dei Magnoli, el cual sin embargo, los documentos están perdidos actualmente.
Rinaldo degli Albizzi, un político florentino quién estaba abiertamente en contra del ascenso político de Cosimo de' Medici el Viejo, fue puesto bajo el control de Niccolò da Uzzano mientras vivió.
La familia de Niccolò tomó su nombre del Castillo de Uzzano en Greve en Chianti.
En el Palacio Bargello en Florencia, hay un busto de terracota de Niccolò, realizado por Desiderio da Settignano, datado alrededor de 1432.